# Port lotniczy Skopje
Międzynarodowy Port Lotniczy Skopje (mac. Меѓународен аеродром Скопје), dawniej port lotniczy im. Aleksandra Wielkiego (mac. Аеродром „Александар Велики“) – międzynarodowy port lotniczy położony 20 km na południowy wschód od Skopje, w miejscowości Petrowec. Jest największym portem lotniczym w Macedonii Północnej.
W lutym 2018 lotnisko zmieniło nazwę, usuwając z niej patrona Aleksandra Wielkiego, by załagodzić spór z Grecją.

## Linie lotnicze i połączenia
| Linia lotnicza        | Kierunek |
| --------------------- | --- |
| Aegean Airlines       | 1. Ateny 2. Sarajewo Sezonowo: 1. Korfu |
| Air Baltic            | Sezonowo: 1. Ryga |
| Air Cairo             | 1. Hurghada |
| Air Serbia            | 1. Belgrad |
| AMC Airlines          | Sezonowe czartery: 1. Hurghada |
| AnadoluJet            | Sezonowo: 1. Antalya 2. Bodrum |
| Austrian Airlines     | 1. Wiedeń |
| BH Air                | Sezonowe czartery: 1. Enfidha 2. Hurghada 3. Larnaka |
| Chair Airlines        | 1. Zurych |
| Croatia Airlines      | 1. Zagrzeb Sezonowo: 1. Split |
| EasyJet               | 1. Genewa |
| Edelweiss Air         | 1. Zurych |
| Freebird Airlines     | Sezonowe czartery: 1. Antalya |
| LOT                   | 1. Warszawa-Chopin |
| Lufthansa             | 1. Frankfurt |
| Norwegian Air Shuttle | Sezonowo: 1. Oslo-Gardermoen |
| Pegasus Airlines      | 1. Stambuł-Sabiha Gökçen 2. Izmir Sezonowo: 1. Antalya |
| Southwind Airlines    | Sezonowe czartery: 1. Antalya |
| SunExpress            | 1. Antalya 2. Izmir |
| Tailwind Airlines     | Sezonowe czartery: 1. Antalya |
| Tunisair              | Sezonowe czartery: 1. Tunis |
| Turkish Airlines      | 1. Stambuł |
| Wizz Air              | 1. / Bazylea 2. Paryż-Beauvais 3. Berlin 4. Bolonia 5. Bratysława 6. Brema 7. Budapeszt 8. Bruksela-Charleroi 9. Kolonia/Bonn (do 26 października 2024) 10. Kopenhaga 11. Dortmund 12. Eindhoven 13. Friedrichshafen 14. Göteborg 15. Frankfurt-Hahn 16. Hamburg 17. Karlsruhe/Baden-Baden 18. Lublana 19. Londyn-Luton 20. Malmö 21. Memmingen 22. Mediolan-Malpensa 23. Norymberga 24. Rzym-Fiumicino 25. Oslo-Torp 26. Sztokholm-Skavsta 27. Treviso Sezonowo: 1. Malta 2. Växjö |